# 临床工程
临床工程，又名临床工程学，是生物医学工程专业的一个分支，是一门关于临床医学和工程学的交叉学科。美国临床工程学会把临床工程师定义为在医疗卫生领域中应用工程和管理手段，来支持和改善病人护理的一种专业人员。一般临床工程人员主要负责医用大型仪器设备的咨询、选购、验收、安装、调试等技术管理；维护检验临床医用仪器设备，保证安全高效运行；结合临床实现仪器设备配套联网、扩展功能与研制开发特殊接口与附件；根据发展需要引进临床工程技术，提高医务人员使用掌握医学仪器设备的知识与技能。
临床工程人员和医生、護理人員共同构成现代医院的三大技术支柱。